# Fulgid

Fotoizomerizace fulgidu.

Fulgid je bistabilní fotochemická sloučenina, chemicky je to cyklický anhydrid kyseliny dialkylénjantarové. Fotochromizmus je tepelně nestabilní, díky čemuž se deriváty fulgida využívají pro výrobu zapisovatelných optických médií.

## Deriváty
Furylfulgidové deriváty jsou přepínače, které patří do P-typu sloučenin, jsou tedy tepelně stabilní a fotochemicky reverzibilní. U furylfulgidových derivátů probíhá elektrocyklická reakce, na níž se podílí 6 π elektronů. Fotochromický systém tvoří dva izomery, izomer s otevřeným (obr. a) a uzavřeným kruhem (obr. b).